# Kinyankuru
Kinyankuru är ett vattendrag i Burundi.   Det ligger i provinsen Ngozi, i den centrala delen av landet, 70 kilometer nordost om huvudstaden Bujumbura.
Omgivningarna runt Kinyankuru är en mosaik av jordbruksmark och naturlig växtlighet. Runt Kinyankuru är det tätbefolkat, med 331 invånare per kvadratkilometer.